# Clingen
Clingen là một thị xã thuộc huyện Kyffhäuser ở bang Thüringen, Đức. Đô thị này có diện tích 10,75 km², dân số thời điểm ngày 31 tháng 12 năm 2006 là 1113 người. Đô thị này tọa lạc 16 km về phía đông nam của Sondershausen, và 30 km về phía bắc của Erfurt.